# サーラ・クーゴンゲルワ
サーラ・クーゴンゲルワ・アマディラ（Saara Kuugongelwa-Amadhila、1967年10月12日 - ）は、ナミビアの政治家。2015年3月21日から同国首相（第5代）を務める。南西アフリカ人民機構 (SWAPO) 所属。1995年から国民議会議員で、2003年から2015年にかけて財務相を務めた。

## 経歴
オムサティ州オカハオに生まれる。SWAPO関係者であったため1980年に亡命し、15歳だった1982年にシエラレオネに落ち着いた。1982年から1984年までコイドゥ女子中等学校に、1984年から1987年までセントジョゼフ中等学校に学んだ。1991年から1994年にはアメリカ合衆国のフィラデルフィアにあるリンカーン大学に留学し、経済学の学位を取得した。
リンカーン大学を卒業するとナミビアに帰国し、サム・ヌジョマの大統領室で事務職員の仕事を得た。1995年には、27歳にしてナミビア計画委員会の事務局長に指名された。2003年には財務相に起用された。
2014年の「英雄の日」には、最優秀太陽勲章の勲2等を授与された。
ハーゲ・ガインゴブ大統領のもとで、2015年3月21日にはナミビアの首相に就任した。